# Принцип детального равновесия
Принцип детального равновесия — общее положение статистики, справедливое для многих случайных (марковских) процессов и физических систем, находящихся в состоянии термодинамического равновесия. Его суть заключается в равенстве вероятностей прямого {\displaystyle (n\rightarrow m)} и обратного {\displaystyle (m\rightarrow n)} переходов между дискретными состояниями системы {\displaystyle m} и {\displaystyle n}.
Марковская цепь, для которой выполняется принцип детального равновесия, называется обратимой.
Принцип детального равновесия, в частности, справедлив в приложении к статистической физике и квантовой механике, поскольку он является следствием основных принципов квантовой механики, например, симметрии квантовых уравнений движения относительно обращения времени.
В общем случае, принцип детального равновесия можно сформулировать как равенство вероятностей перехода, отнесённых к конечному состоянию:
{\displaystyle {\frac {w_{mn}}{P_{m}}}={\frac {w_{nm}}{P_{n}}}},
где
- {\displaystyle P_{m}=\rho _{mm}} и {\displaystyle P_{n}=\rho _{nn}} — вероятности того, что система находится в состояниях {\displaystyle m} и {\displaystyle n}, соответствующие диагональным элементам матрицы плотности {\displaystyle \rho };
- {\displaystyle w_{mn}=\mathrm {prob} (n\rightarrow m)} — вероятность прямого перехода системы из состояния {\displaystyle n} в состояние {\displaystyle m};
- {\displaystyle w_{nm}=\mathrm {prob} (m\rightarrow n)} — вероятность обратного перехода системы из состояния {\displaystyle m} в состояние {\displaystyle n}.

В отличие от обычного стационарного состояния, для которого достаточно выполнения условия:
{\displaystyle {\frac {dP_{n}}{dt}}=\sum _{m\neq n}\left(w_{nm}\cdot P_{m}-w_{mn}\cdot P_{n}\right)=0},
детальное равновесие требует равенства нулю каждого из членов суммы, то есть:
{\displaystyle w_{nm}\cdot P_{m}=w_{mn}\cdot P_{n}}.

## История
Принцип детального равновесия для сталкивающихся молекул был сформулирован Людвигом Больцманом, который использовал его для доказательства H-теоремы.
В 1901 году Рудольф Вегшейдер вывел принцип детального равновесия применительно к химической кинетике.

## Частные формулировки
В квантовой механике математическим выражением принципа детального равновесия является равенство матричных элементов перехода для прямого и обратного процессов {\displaystyle |T_{ab}|^{2}=|T_{ba}|^{2}}
Для замкнутых изолированных систем принцип детального равновесия сводится к равенству:
{\displaystyle w_{mn}=w_{nm}.}
Если же система не изолирована и взаимодействует с другой большой системой (термостатом), то согласно принципу детального равновесия:
{\displaystyle {\frac {w_{mn}}{w_{nm}}}=\exp {\frac {E_{n}-E_{m}}{kT}}.}
Для газа, подчиняющегося статистике Больцмана, принцип детального равновесия принимает вид:
{\displaystyle ff_{1}=f^{\prime }f_{1}^{\prime },}
где
- {\displaystyle f=f\left({\vec {r}},{\vec {p}},t\right),~f_{1}=f\left({\vec {r}},{\vec {p}}_{1},t\right)} — функции распределения частиц с импульсами {\displaystyle {\vec {p}},~{\vec {p}}_{1}} до столкновения;
- {\displaystyle f^{\prime }=f\left({\vec {r}},{\vec {p}}^{\prime },t\right),~f_{1}^{\prime }=f\left({\vec {r}},{\vec {p}}_{1}^{\prime },t\right)} — функции распределения частиц с импульсами {\displaystyle {\vec {p}}^{\prime },~{\vec {p}}_{1}^{\prime }} после столкновения;

Для квантовых газов:
{\displaystyle ff_{1}(1\pm f^{\prime })(1\pm f_{1}^{\prime })=f^{\prime }f_{1}^{\prime }(1\pm f)(1\pm f_{1}),}
где знак «+» соответствует бозонам, а знак «−» — фермионам.